# Жіноча збірна Великої Британії з хокею із шайбою
Жіноча збірна Великої Британії з хокею із шайбою (англ. Great Britain women's national ice hockey team) — жіноча збірна з хокею із шайбою, яка представляє Великої Британії на міжнародних змаганнях. Опікується командою Британською хокейною асоціацією.

## Результати

### Виступи на чемпіонатах Європи
- 1989 – 10 місце
- 1991 – 9 місце
- 1993 – 4 місце Група В
- 1995 – 4 місце Група В
- 1996 – 4 місце Група В

### Виступи на чемпіонатах світу
- 1999 – 4 місце (Дивізіон І)
- 2000 – 3 місце (Дивізіон І)
- 2001 – 2 місце (Дивізіон І)
- 2003 – 6 місце (Дивізіон ІІ)
- 2004 – 6 місце (Дивізіон ІІ)
- 2005 – 5 місце (Дивізіон ІІІ)
- 2007 – 2 місце (Дивізіон ІІІ)
- 2008 – 1 місце (Дивізіон ІІІ)
- 2009 – 3 місце (Дивізіон ІІ)
- 2011 – 5 місце (Дивізіон ІІ)
- 2012 – 4 місце (Дивізіон ІВ)
- 2013 – 6 місце (Дивізіон ІВ)
- 2014 – 2 місце (Дивізіон ІІА)
- 2015 – 2 місце (Дивізіон ІІА)
- 2016 – 3 місце (Дивізіон ІІА)
- 2017 – 3 місце (Дивізіон ІІА)
- 2018 – 2 місце (Дивізіон ІІА)
- 2019 – 2 місце (Дивізіон ІІА)
- 2022 – 1 місце (Дивізіон ІІА)
- 2023 – 5 місце (Дивізіон ІВ)
- 2024 – 4 місце (Дивізіон ІВ)
- 2025 – 3 місце (Дивізіон ІВ)

### Виступи на Олімпійських іграх
Жіноча збірна Великої Британії жодного разу не кваліфікувалась на Олімпійський хокейний турнір.